# セプティミウス・セウェルス
ルキウス・セプティミウス・セウェルス（ラテン語: Lucius Septimius Severus、146年4月11日 - 211年2月4日）は、ローマ帝国の皇帝（在位：193年4月9日 - 211年2月4日）である。セウェルス朝の創始者であり、アフリカ属州生まれ（属州民ではない）の皇帝となったカルタゴ人である。

## 概要
セウェルスはアウレリウス帝とコンモドゥス帝の親子2代に仕え、ローマの貴族階級における典型的な経歴を歩んだ。ネルウァ＝アントニヌス朝断絶後の騒乱（五皇帝の年）で頭角を現して有力な皇帝候補となり、ペルティナクス帝の死後に実権を掌握した。彼は存命中の皇帝であったディディウス・ユリアヌスを失脚させて自らが皇帝に即位した。
皇帝となった後、クロディウス・アルビヌスとペスケンニウス・ニゲルという2人の僭称帝との戦いが始まると、セウェルスはイッソスの戦いでまずペスケンニウスを破り、続いてクロディウスをルグドゥヌムの戦いで打ち破った。また併せてオスロエネ王国に対する外征にも勝利して、ローマ領を東方へ拡大した。
体制を固めたセウェルスはより大胆な外征を計画、パルティア戦争で敵国の首都クテシフォンを占領するなど大勝を得て、ティグリス川沿いまで領土を拡張した。同時に属州アラビア・ペトラエアに建設されていた城壁「リメス・アラビクス」の補強を進め、東方属州の拡大と強化に熱意を注いだ。自らの故郷である属州アフリカでも外征を行い、ガラマンテス族を破って「リメス・トリポリタヌス」を南の砂漠地帯にまで広げた。
治世後半も戦いに明け暮れる日々を過ごし、北方はブリタンニアでピクト族との戦争に従事しつつハドリアヌスの長城を補修した。セウェルスの死もそうした戦いの最中で起き、ブリタニア遠征中にエボラクムで病没した。死後は2人の息子カラカラとゲタが継承したため、新たな王朝としてセウェルス朝が成立した。

## 皇帝即位まで

### 生い立ち

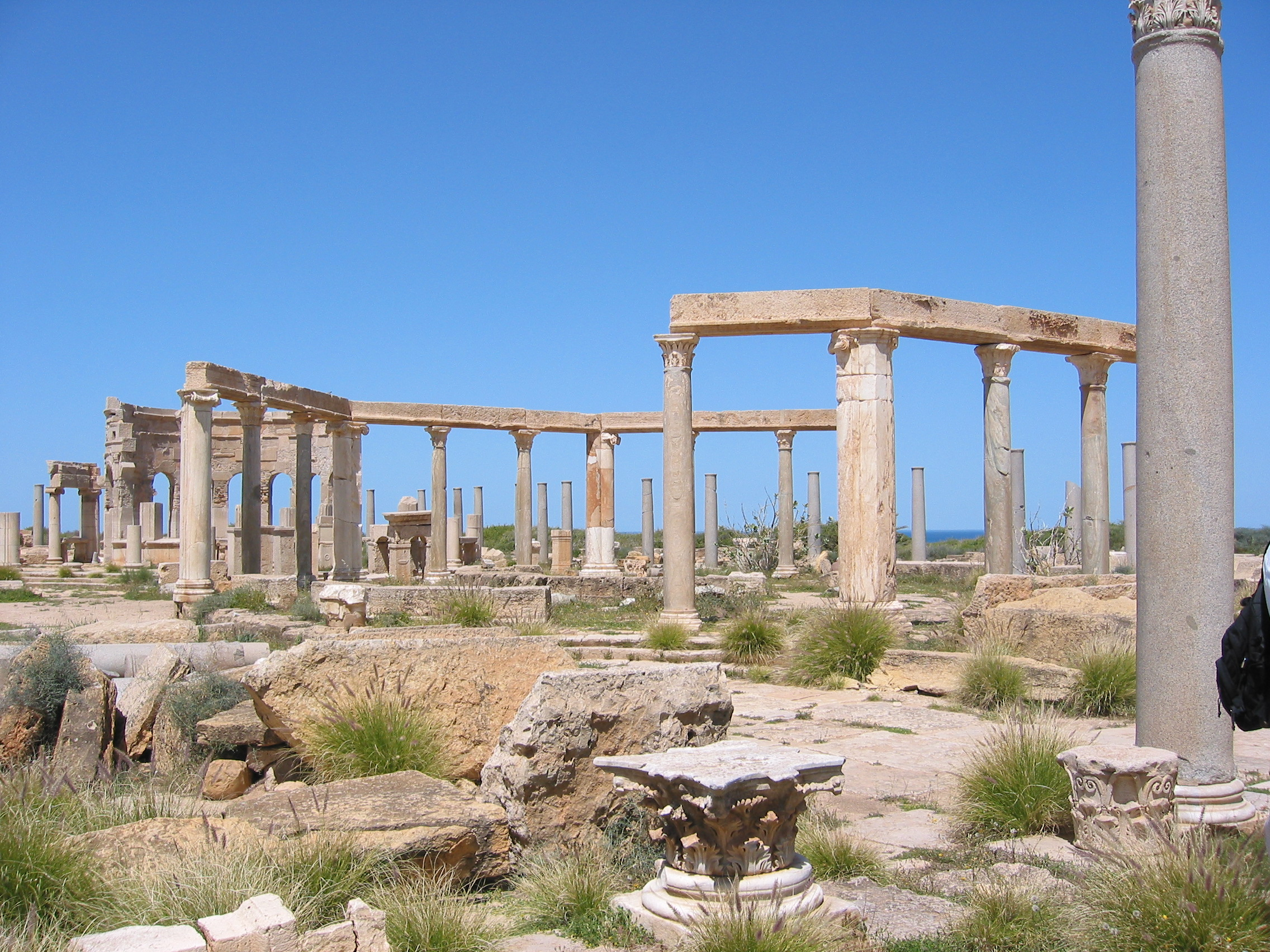
レプティス・マグナ

ルキウス・セプティミウス・セウェルスは父プブリウス・セプティミウス・ゲタと母フルウィア・ピーアの子としてレプティス・マグナに生まれた。プブリウス・セプティミウスは騎士であり、カルタゴ人でありながらローマに忠誠を誓い、ポエニ戦争時代に軍功を上げて領地を与えられた歴史を持つ、騎士たちの中でも名門に属していた一族の出身であった。父プブリウスは政治的な地位を持たず、本国の上流貴族からすればただの田舎貴族でしかなかったが、親族にあたるプブリウス・セプティミウス・アペルとガイウス・セプティミウス・セウェルスという2人の人物がアントニヌス・ピウス帝の治世下で臣下に迎えられ、総督などの重職を務めていた。
母フルウィアはイタリア本土出身の由緒正しい血筋であった。恐らく彼女はローマの古参氏族で、帝政時代にはプレブス階級に没落していたフルウィウス氏族の末裔であると見られており、親類に近衛隊長や執政官を務めたガイウス・フルウィウス・プラウティアヌスがいる（プラウティアヌスはセウェルスのいとこ（母方の叔父の息子）である）。
セウェルスは上流文化の本場である本土で育てられず、一貫して故郷のレプティス・マグナで幼少期を過ごした。彼の両親がセウェルスに何を望み、どのような教育や訓練を施したのかはほとんど記録が残っていない。後世に伝えられていることの一つに、母国語であるラテン語や教養とされたギリシャ語だけでなく、地元に残る在来住民（カルタゴ人）の話すフェニキア語を流暢に話したという逸話がある。そしてそれは彼のラテン語のアクセントにすら影響を残し、「カルタゴ訛り」と揶揄される要因となった。他にはカッシウス・ディオによると弁論学を学んでおり、17歳の時に公の場で演説を初めて行ったという。

### 公職時代

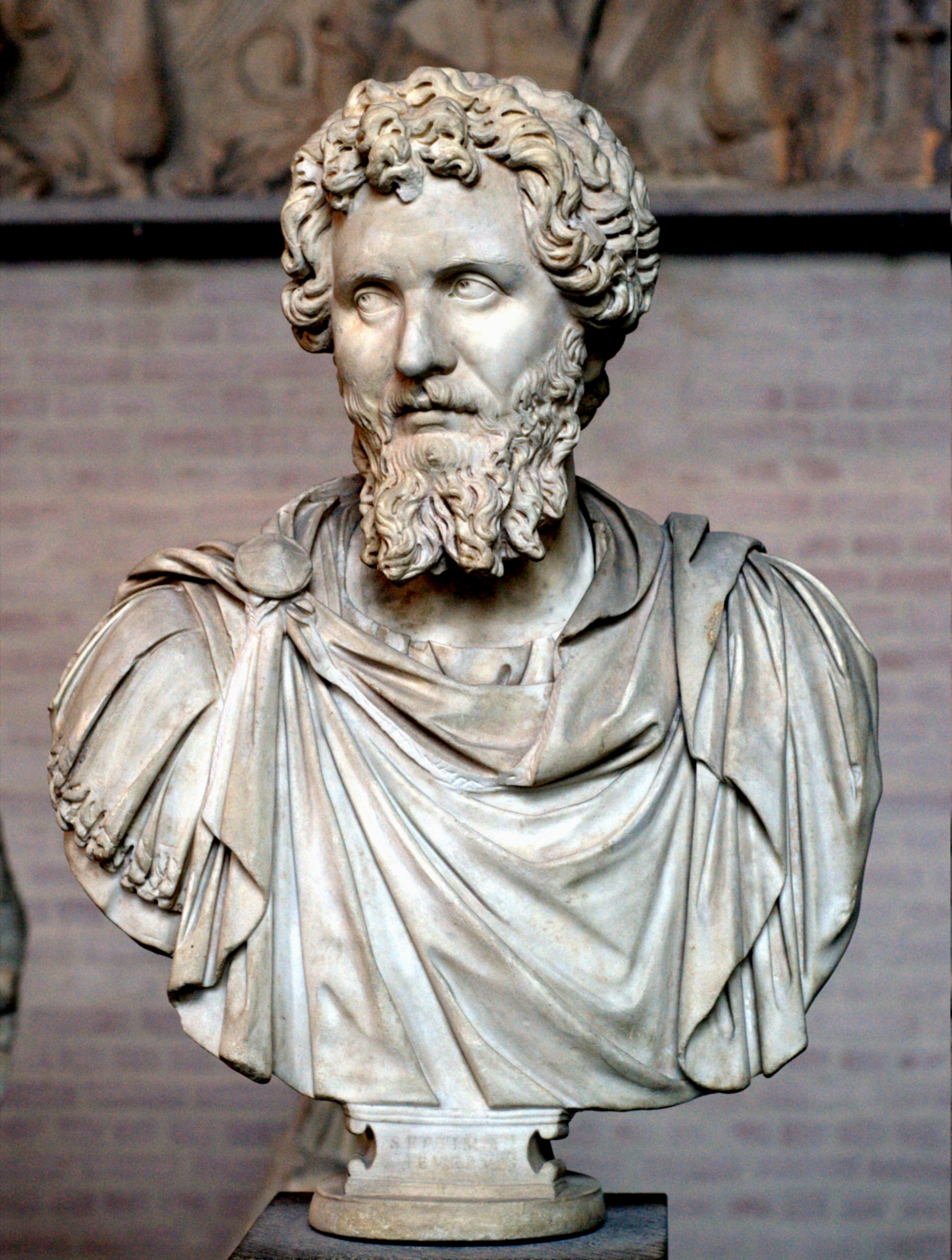
セウェルス胸像

162年頃、セウェルスは次第に宮廷での仕官を望むようになり、故郷から遠く離れた帝都ローマに向かう決意を固めた。ローマでは親族であるガイウス・セプティミウス・セウェルスの推薦もあり、マルクス・アウレリウス時代の元老院に出入りするようになった。しかし青年期のセウェルスは歴史の表舞台に立つ機会をなかなか得られなかった。官職の入り口である二十六人官を務めた後、希望していた護民官職には選ばれず、さらに財務官についても最低年齢の25歳まで見合わせなければならなかった。
さらに間の悪いことに、166年に「アントニヌスの疫病」とも呼ばれる天然痘の流行がローマを襲い、しばらくの間はセウェルスは故郷で静養を余儀なくされた。信憑性の薄い『ローマ皇帝群像』は、実際には不倫疑惑から逃れるためであると主張している。だが諦めずに169年になって再びローマに戻ると、必要年齢を満たした財務官選挙に名乗りを上げ、見事に当選を果たした。12月5日、同職の就任によってセウェルスは元老院の名簿に記載された。
170年から180年にかけて矢継ぎ早に多くの役職を歴任した事実にもかかわらず、セウェルスの元老院時代の記録はほとんど残っていない。「アントニヌスの疫病」は大勢の犠牲者を出し、元老院議員もかなりの議員が病死していた。セウェルスの異例の出世はこうした深刻な人材難による部分が大きかったと見られている。セウェルスは1度目の財務官を終えると、今度はヒスパニア・バエティカで職務を継続するように命じられた。父の急死によりレプティス・マグナへ帰省している間にバエティカで動乱が起きて、一時的に元老院から皇帝に同地の監督権が移ってしまい、セウェルスは任地に赴けないままに時間を費やした。173年、ガイウス・セプティミウス・セウェルスが属州アフリカの総督に赴任した際、縁者であるセウェルスを自らのレガトゥス・プロ・プラエトル（属州代理官）に指名した。
帰国後、セウェルスは護民官の職務を経て、元老院での地位を確かなものとした。

### 結婚と跡継ぎ

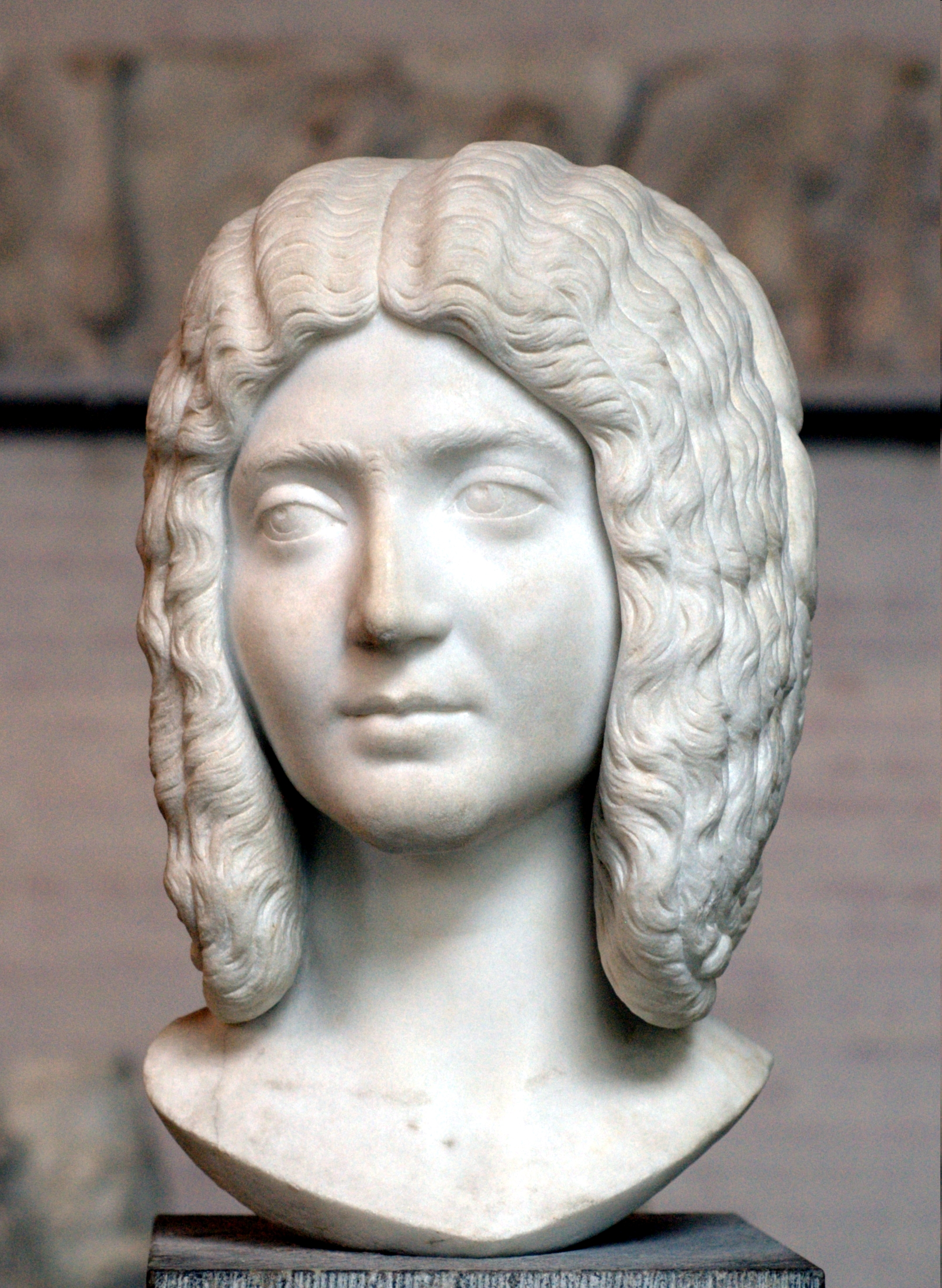
ユリア・ドムナ

セウェルスが結婚したのは、当時の慣習より遅い30代半ばになってからで、175年にパッキア・マルキアナという同郷の女性と結婚したが、彼女はセウェルスとの子を生むことなく亡くなった。パッキアがいかなる人物であったかは今日全く不明であり、人名から恐らくフェニキア系の一族出身だったのではないかと推測されている程度である。セウェルス自身も後に皇帝となってからは、パッキアとの婚歴を公に認めつつも隠すような行動を取った。『ローマ皇帝群像』はセウェルスにはパッキアとの間に2人の娘がいたと主張しているが、史学上の根拠はない。
186年に結婚から11年目でパッキアが病死すると、より有力な人物となっていたセウェルスは跡継ぎを欲してすぐに再婚相手を探し始めた（『ローマ皇帝群像』によればセウェルスは「占いで花嫁を探した」と主張されている）。セウェルスは属州シリアにあるエメサ市で、土着信仰である太陽神ヘリオガバルスを奉じていた神官ユリウス・バッシアヌスの娘ユリア・ドムナと結婚した。後にセウェルス朝で暗躍するこの一族は、地元シリアではかなりの資金と地位を持つ豪族でもあったが、ローマ本国では「ただのプレブスでしかなかった」とカッシウス・ディオは伝えている。
バッシアヌスは187年にセウェルスの婚姻提案を受け入れ、翌年の夏に両者は正式に結婚した。以前の妻より恐らくはより博識で野心高いこの妻に、セウェルスは常に一目置き、政治的な議題を相談することもしばしばであったという。跡継ぎについては、結婚からほどなくマルクス・アウレリウス・セウェルス・アントニヌス（カラカラ）とプブリウス・セプティミウス・ゲタという2人の息子を授かった。

## 治世

### 皇帝即位

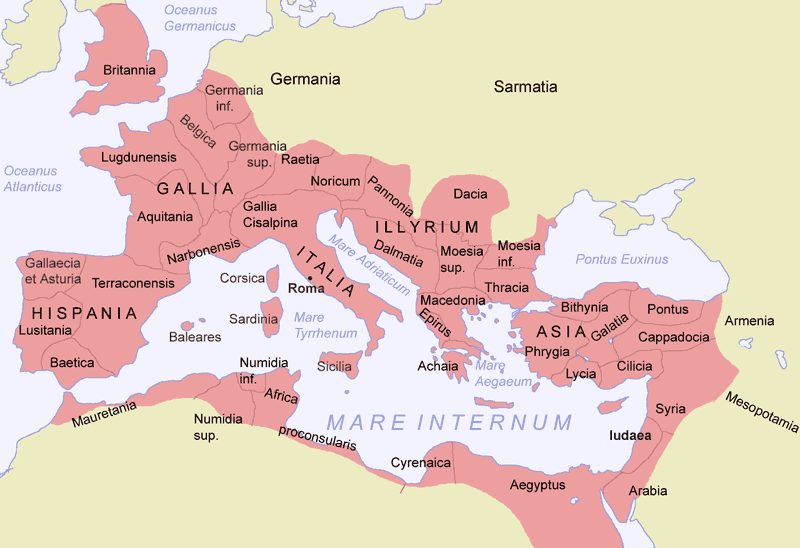
各属州の位置関係

セウェルスは順調に元老院での出世を重ね、アウレリウス帝死後のコンモドゥス帝からは要地である属州パンノニアの総督に任命されていた。したがって、ネルウァ＝アントニヌス朝断絶後の五皇帝の年では重要な役割を担うことができた。
セウェルスは、コンモドゥス暗殺によって帝位を得たペルティナクスが内紛で処刑され、さらに後続のディディウス・ユリアヌスが民心を得られていないことを目の当たりにすると、遂に自らも帝位請求に向けて動き出した。ユリアヌス軍を破ったセウェルスは元老院からの支持を取り付け、内乱勃発から3人目の皇帝となった。これに対し、セウェルスと並行して帝位を請求していたシリア総督ペスケンニウス・ニゲルと、ブリタンニア総督クロディウス・アルビヌスが抵抗の意図を見せた。
セウェルスは、地理的に近いアルビヌスと手を結んで彼を副帝に指名して懐柔すると、東方属州へ遠征を開始した。イッソスの戦いでニゲル軍を破ると、1年間を費やして東方属州からニゲル派の勢力を駆逐し、また後ろ盾であったパルティアを押さえ込むことに集中した。そして東方の動乱を鎮めると、約束を反故にする形で息子のカラカラを新たな副帝に指名すると宣言、激怒したアルビヌスは再び軍を起こして抵抗した。ルグドゥヌムの戦いはダキア・モエシア・イリュリアの軍勢を中核にしたセウェルス軍の前にアルビヌス軍が大敗を喫して、アルビヌスは戦死した。ニゲルとアルビヌスの一族も念入りに皆殺しにされ、セウェルスの権勢は確固たるものとなり、セウェルス朝が成立した。

### 軍事政策

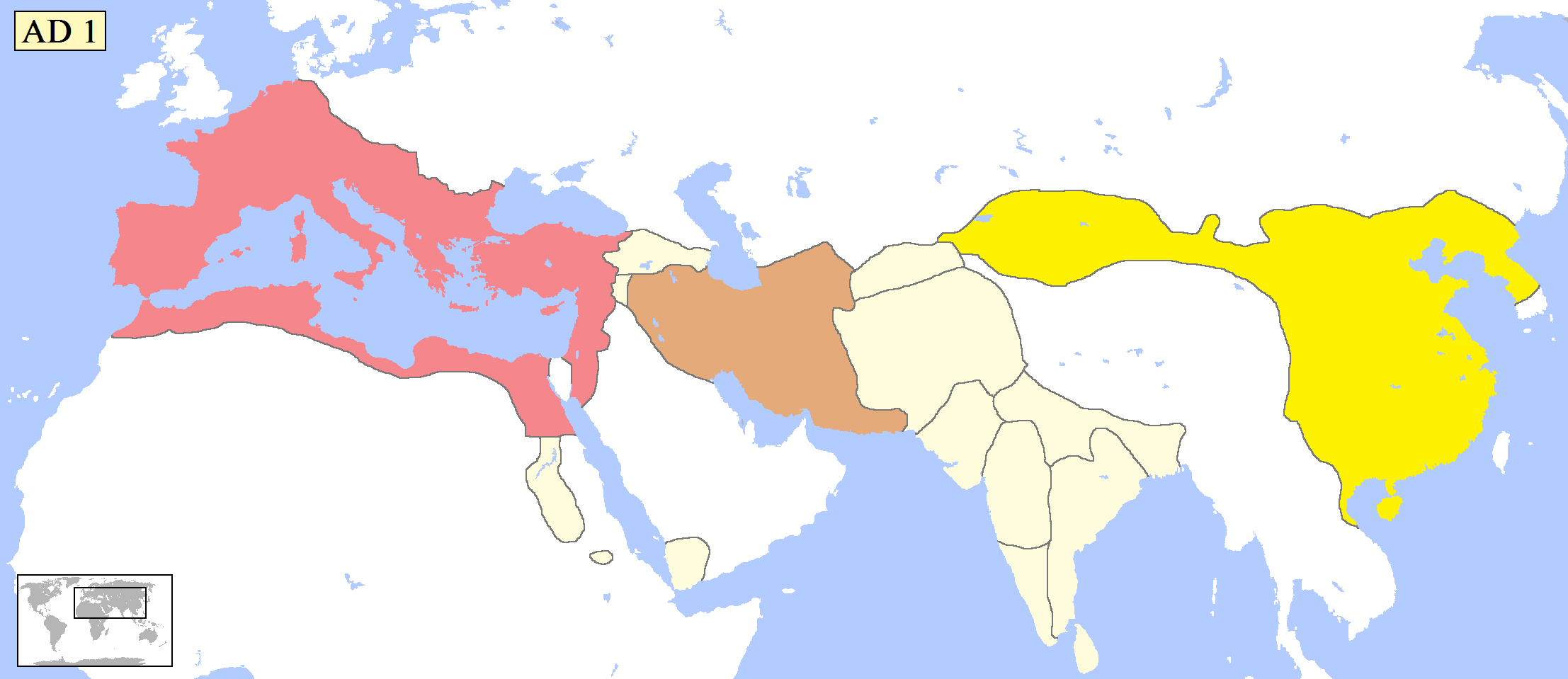
西暦1世紀頃のユーラシア勢力図（赤色がローマ、茶色がパルティア）

197年初め、セウェルスはローマの宮殿を発ってブリンディジへ向かうと海路でキリキアに進み、そこから陸路で属州シリアへ入った。そしてシリアに辿り着くと軍勢を集め、ユーフラテス川の渡河を開始した。セウェルス軍の前にオスロエネ王国の王アバガル9世はセウェルスに王子たちを人質として差し出し、また弓兵隊を援軍に派遣して恭順の意思を示した。またアルメニア王ティリダテス2世も人質を送り、貢物を送って協力を示した。
セウェルス軍はニシビスへ行軍、配下の将軍ユリウス・ラエトゥスの活躍で攻撃を受けていた同地を防衛した。セウェルスは再びシリアに戻って補給を得た後、ペスケンニウス・ニゲルを支援していた東方の大国パルティアへの直接戦争を開始した。戦いはパルティアの首都クテシフォンを陥落させるなどセウェルス軍の圧勝に終わり、講和条約でティグリス川沿いまで領土を拡張した。
またセウェルスは元老院や近衛兵隊に対する粛清を加えつつ、やはり自らの権力基盤として軍を優遇した。属州各地に展開する帝国正規軍の総数は少なければ25個軍団、多いときでも30個軍団だったのが、セウェルスの治世で33個軍団に固定された。その上、軍団兵の給与は年300デナリウスから年500デナリウスへと大幅に引き上げられた。また属州民からなるアウクシリア（補助軍）の増強にも着手し、多くの志願者が主に東方属州から召集された。

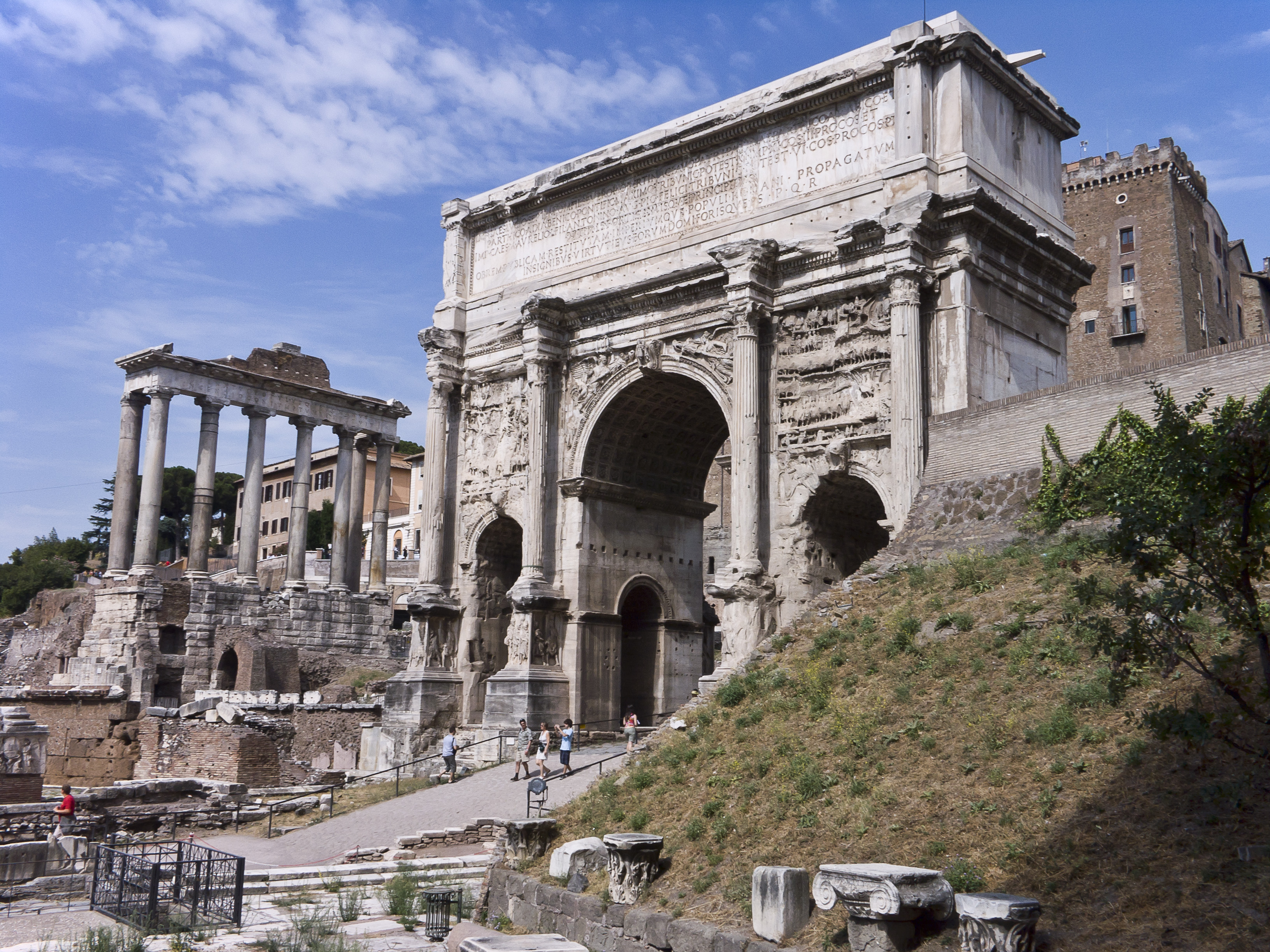
セプティミウス・セウェルスの凱旋門

彼の軍制改革はローマを一種の軍事独裁政権へとその色合いを強めさせ、後の軍人皇帝時代への布石となった。しかし民衆はおおむね、内乱を鎮めて外征に勝利した皇帝に敬意を抱き、セウェルスもパルティア戦争の戦勝を祝ってセプティミウス・セウェルスの凱旋門を建設した。またコンモドゥス時代に力を蓄えた汚職役人を粛清したことも人気につながっていった。
202年後半、セウェルスは属州アフリカに対する新たな対外戦争を計画した。命令を受けた第3軍団アウグスタの軍団長クィントゥス・アニシウス・ファウストゥスは「リメス・トリポリタヌス」を巡ってガラマンテス族と戦い続け、レプティス・マグナから600km以上南へ蛮族を追い払った。また併せてヌミディア地方でも同じく領域の拡大が進められた。203年までに、優れた将軍たちの活躍で北アフリカにおける南部城壁はいずれも劇的に押し広げられ、砂漠地帯でローマを悩ませていた遊牧民はもはや容易に沿岸都市を攻撃できず、サハラ砂漠へと逃げることもできなくなった。
208年、晩年のセウェルスは久し振りに親征を執り行うべく、属州ブリタンニアへと向かった。そこでハドリアヌスの長城の補修を命じて、さらにピクト人の領域（カレドニア）に北進した。セウェルス軍はピクト人を破り、カレドニアの北端であるマレー湾にまで到達した。210年、軍事的優勢の中でセウェルスはピクト人と和睦を結び、この時決定された領域はブリタンニア撤退までの永きに亘って維持されることになる。

### 国内統治
外征での勝利を重ねる一方、国内では元老院との不和を抱えた皇帝の一人でもあった。元々、軍事力で帝位を簒奪したセウェルスに対する反感は、帝位を競売で競り落としたディディウス・ユリアヌスと比べてもそれほど差のあるものではなかった。そしてセウェルスの側も元老院を自らの皇帝権を認めようとしない存在として、彼らを軽蔑することを躊躇わなかった。セウェルスは元老院内に蔓延していた退廃や汚職・謀議の一掃を行い、何十人もの元老院議員を処刑台に送った。そして後任に自らが選抜した者を登用した。
また同時に、元老院と並んで本国での権力基盤である近衛兵隊についても粛清を行い、ペルティナクスとユリアヌスの帝位簒奪と暗殺の双方に協力した隊員らに追放を命じた。ほとんどの近衛兵たちが役職を剥奪され、ローマから追放された。もっとも近衛兵隊という制度そのものを廃止したわけではなく、単に元老院と同じく自らに従順な者で構成させたに過ぎない。事実、粛清後にセウェルスは自らに従い続けてきた古参兵から新たな近衛兵を選んで、アルバノに拠点を移動させた上で身辺を守らせている。
同時代の歴史家カッシウス・ディオによると、初期の統治を終えた197年頃からセウェルスは古い友人の一人である近衛隊長ガイウス・フルウィウス・プラウティヌスに治世を任せて、自らは外征に専念し内政を省みないようになったという。プラウティヌスは国内行政のほとんど全てを一手に握り、（初期を除けば）セウェルスの政策の多くは彼の手によって差配された。セウェルスはプラウティヌスを寵愛し、帝位継承を約束されていた長男カラカラの后妃として彼の娘を迎えさせた。次期皇帝の養父となり、もはや外戚としてプラウティヌス家の権威は絶対的なものとなった。しかしプラウティヌスの権勢は、セウェルスの晩年にあっけなく終わりを迎えた。205年、彼はセウェルスの親族によって暗殺されたという。その後もセウェルスが直接統治を執り行うことはなく、行政はアエミリウス・パピニアヌスという法律家に一任された。
宗教政策においては、キリスト教の信徒がアレキサンドリアで増加傾向にあったため、197年もしくは198年には大規模な迫害政策が行われた。

### 病没
セウェルスは、遠征先のエボラクムで病に倒れた。カッシウス・ディオによれば、211年、危篤に陥ったセウェルスは2人の息子に「共に仲良くせよ。軍を富ませよ。他は無視せよ」と言い遺し、また、生前に骨壺を見て「世界が抱けなかった男の骨を汝が抱くがよい」と言ったとしている。病没後はただちに神として神殿に祀られ、後にカラカラとゲタもこれに加わった。